# Município de Wayne (condado de Knox, Ohio)
O município de Wayne (em inglês: Wayne Township) é um município localizado no condado de Knox no estado estadounidense de Ohio. No ano de 2010 tinha uma população de 892 habitantes e uma densidade populacional de 13,96 pessoas por km².

## Geografia
O município de Wayne encontra-se localizado nas coordenadas 40° 26′ 59″ N, 82° 36′ 37″ O. Segundo o Departamento do Censo dos Estados Unidos, o município tem uma superfície total de 63.88 km², da qual 63,79 km² correspondem a terra firme e (0,15 %) 0,1 km² é água.

## Demografia
Segundo o censo de 2010, tinha 892 pessoas residindo no município de Wayne. A densidade populacional era de 13,96 hab./km². Dos 892 habitantes, o município de Wayne estava composto pelo 96,52 % brancos, o 0,34 % eram afroamericanos, o 1,35 % eram amerindios, o 0,22 % eram asiáticos, o 1,01 % eram de outras raças e o 0,56 % eram de uma mistura de raças. Do total da população o 1,35 % eram hispanos ou latinos de qualquer raça.